# Berlin-Marathon 1995
| 22. Berlin-Marathon    | 22. Berlin-Marathon     |
| ---------------------- | ----------------------- |
| Stadt                  | Berlin, Deutschland     |
| Datum                  | 24. September 1995      |
| Distanz                | 42,195 Kilometer        |
| Sieger                 |                         |
| Männer                 | Sammy Lelei (2:07:02 h) |
| Frauen                 | Uta Pippig (2:25:37 h)  |
| ← Berlin-Marathon 1994 | Berlin-Marathon 1996 →  |
| Website                | Offizielle Website      |

Der Berlin-Marathon 1995 war die 22. Ausgabe der jährlich stattfindenden Laufveranstaltung in Berlin, Deutschland. Der Marathon fand am 24. September 1995 statt.
Bei den Männern gewann Sammy Lelei in 2:07:02 h, bei den Frauen Uta Pippig in 2:25:37 h. 

## Ergebnisse

### Männer
| Platz | Athlet            | Land       | Zeit (h) |
| ----- | ----------------- | ---------- | -------- |
| 01    | Sammy Lelei       | Kenia      | 2:07:02  |
| 02    | Vincent Rousseau  | Belgien    | 2:07:20  |
| 03    | António Pinto     | Portugal   | 2:08:57  |
| 04    | Sam Nyangincha    | Kenia      | 2:09:36  |
| 05    | Gilbert Rutto     | Kenia      | 2:11:12  |
| 06    | Xolile Yawa       | Südafrika  | 2:11:56  |
| 07    | Davide Milesi     | Italien    | 2:11:58  |
| 08    | Bruno Leger       | Frankreich | 2:12:16  |
| 09    | Vanderlei de Lima | Brasilien  | 2:13:48  |
| 10    | Carlos Patricio   | Portugal   | 2:15:28  |

### Frauen
| Platz | Athletin          | Land                   | Zeit (h) |
| ----- | ----------------- | ---------------------- | -------- |
| 01    | Uta Pippig        | Deutschland            | 2:25:37  |
| 02    | Angelina Kanana   | Kenia                  | 2:27:41  |
| 03    | Rakiya Maraoui    | Marokko                | 2:28:17  |
| 04    | Olga Appell       | Vereinigte Staaten     | 2:29:16  |
| 05    | Maria Curatolo    | Italien                | 2:31:12  |
| 06    | Albertina Machado | Portugal               | 2:33:04  |
| 07    | Adriana Barbu     | Rumänien               | 2:34:10  |
| 08    | Suzanne Rigg      | Vereinigtes Königreich | 2:34:21  |
| 09    | Helena Javornik   | Slowenien              | 2:34:29  |
| 10    | Wilma van Onna    | Niederlande            | 2:38:09  |